# Wanderin' Destiny
「Wanderin' Destiny」（ワンダリン・デスティニー）は、globeの11枚目のシングル。1997年10月15日にavex globeから発売された。

## 解説
TBS系ドラマ『青い鳥』主題歌である。タイトルの意味は「さまよえる運命」で、一緒になりたくてもなれない男女をうたった楽曲である。小室が脚本を読んで、物語に沿って作詞した。第15回ザテレビジョンドラマアカデミー賞「主題歌賞」受賞。
当時、小室とエイベックスが対立して内部分裂状態だったため、きちんとしたPVは制作されておらず、テレビでのプロモーション活動も行われなかった。
約88万枚を売り上げる6番目のヒットとなったが、オリコン2位となっている（1位はSPEEDの最大ヒット曲「White Love」）。

## 収録曲
| 全作詞: 小室哲哉・MARC、全作曲・編曲: 小室哲哉。 |                                             |                  |            |      |
| #                                                | タイトル                                    | 作詞             | 作曲・編曲 | 時間 |
| 1.                                               | 「Wanderin' Destiny (STRAIGHT RUN)」        | 小室哲哉 ・ MARC | 小室哲哉   | 6:17 |
| 2.                                               | 「Wanderin' Destiny ("BOOM THE BASS" MIX)」 | 小室哲哉 ・ MARC | 小室哲哉   | 5:29 |
| 3.                                               | 「Wanderin' Destiny (INSTRUMENTAL)」        | 小室哲哉 ・ MARC | 小室哲哉   | 6:16 |
| 合計時間:                                        | 合計時間:                                   | 18:02            |            |      |

クレジット
- Produced : 小室哲哉
- Mixed : Keith "KC" Cohen
- Remixed (#2) : SPACE JUNKIES

## 楽曲の収録アルバム
Wanderin' Destiny
- Love again（アルバムバージョンでの収録）
- CRUISE RECORD 1995-2000
- Ballads & Memories
- globe decade -single history 1995-2004-
- 15YEARS -BEST HIT SELECTION-（アルバムバージョンでの収録）
- #globe20th -SPECIAL COVER BEST-（COVER+BEST盤のみ収録）

## カバー
- 倖田來未 - V.A.『#globe20th -SPECIAL COVER BEST-』（2015年12月16日）に収録[3]。